# Лорелла Стефанеллі
Лорелла Стефанеллі (італ. Lorella Stefanelli; нар. 20 лютого 1959, Сан-Марино, Сан-Марино) — політичний діяч Сан-Марино, колишній капітан-регент Сан-Марино з 1 жовтня 2015 року по 1 квітня 2016 року.

## Біографія
Народилася в лютому 1959 року в столиці Сан-Марино. В Італії закінчила Болонський університет. Співробітниця департаменту туризму Сан-Марино.